# Paulo Ferreira (giocatore di calcio a 5)
Paulo Josué Letra Costa Ferreira, noto semplicemente come Paulo Ferreira (Porto, 8 marzo 1985), è un giocatore di calcio a 5 portoghese naturalizzato romeno.

## Carriera
Ottenuta la cittadinanza romena, nel 2016 debutta con la Romania con cui due anni più tardi prende parte agli Europei 2018. Ferreira è il primo calcettista naturalizzato ad aver indossato la maglia della selezione balcanica.